# Pedro Listur
Pedro Listur, vollständiger Name Pedro María Listur González, (* 6. April 1922 in Trinidad; † 5. September 2004 in Montevideo) war ein uruguayischer Leichtathlet.

## Karriere
Listur war in den Disziplinen Hochsprung und Dreisprung aktiv. Bei den Leichtathletik-Südamerikameisterschaften 1945 in Montevideo gewann er Bronze im Hochsprung. Er gehörte dem uruguayischen Aufgebot bei den Olympischen Spielen 1948 in London an. Dort belegte er den 21. Platz in der Qualifikation des Hochsprungwettbewerbs. Zu jener Zeit war er Athlet des Club Atlético Atenas.
Darüber hinaus gewann er bei den inoffiziellen Südamerikameisterschaften 1948 die Silbermedaille im Hochsprung sowie die Bronzemedaille im Dreisprung. Beim Turnier zwei Jahre später wurde er Dritter im Hochsprung. Überdies nahm er mit der uruguayischen Mannschaft an den Panamerikanischen Spielen 1951 in Buenos Aires teil.
Nach seiner aktiven Karriere gehörte er auch bei den Panamerikanischen Spielen 1983 in Caracas als Delegierter im Bereich der Leichtathletik dem uruguayischen Team an.

## Erfolge
- 3. Platz Südamerikameisterschaften: 1945 – Hochsprung

## Persönliche Bestleistungen
- Hochsprung: 1,94 Meter, 1948[2]